# Nils Hjorth
Nils Ture Hjorth, född 22 mars 1920 i Dannemora församling, Uppsala län, död 8 september 2008 i Films församling, Uppsala län, var en svensk socialdemokratisk politiker, fackföreningsman och hembygdsforskare. Han började arbeta vid Dannemora gruvor 1935 och blev där förrådsförvaltare år 1961.
Nils Hjort blev tidigt aktiv i Svenska Gruvarbetareförbundets avdelning 44 i Dannemora. Han var också aktiv i Socialdemokratiska Ungdomsförbundet (SSU) och Dannemora Socialdemokratiska Arbetarekommun. Andra aktiva engagemang var i Dannemora-Österby Folkets Hus förening och Dannemora Hembygdsförening.
Hjorth var ledamot av riksdagens första kammare 1962–1970, invald i Stockholms läns och Uppsala läns valkrets, samt ledamot i enkammarriksdagen 1971–1982 för Uppsala läns valkrets.